# Gare de Ticonderoga
La  gare de Ticonderoga est une gare ferroviaire des États-Unis située à Ticonderoga dans l'État de New York; elle est desservie par l'Adirondack d'Amtrak, train entre Montréal et New York.

## Service des voyageurs

### Desserte
Elle est desservie par une liaison longue-distance Amtrak :
- L'Adirondack: Montréal - New York